# Ядерна програма Південно-Африканської республіки
Як член Договору про нерозповсюдження ядерної зброї, Південно-Африканська Республіка використовує ядерну науку в мирних цілях. Ядерна програма ПАР включає як ядерну енергетику, так і ядерну медицину. З приблизно 1980-х існував також військовий компонент, і Південна Африка володіла ядерною зброєю, яку до 1993 року утилізували.
Крім того, Південна Африка є членом-засновником Міжнародного агентства з атомної енергії (МАГАТЕ). У 1948 році країна створила Раду з атомної енергії (AEB), попередницю сьогоднішньої Південноафриканської корпорації з ядерної енергії (Necsa).

## Ядерна зброя
Південноафриканська республіка мала секретну військову програму для Сил оборони ПАР, яка була припинена після ратифікації Договору про нерозповсюдження ядерної зброї до приходу до влади Африканського національного конгресу. Шість авіаційних атомних бомб потужністю від 15 до 20 кт, побудованих між 1982 і 1989 роками, і сім, що перебували на стадії будівництва, були демонтовані до 1993 року. Їх мали перевозити літаки Blackburn Buccaneer Військово-повітряних сил Південної Африки.
Системою доставки Південна Африка розробила серію ракет, в тому числі пускову установку, яка могла бути використана як міжконтинентальна балістична ракета, RSA-3, з 1970-х років, яка також була знята з озброєння.
Південна Африка в епоху апартеїду була країною в безперервній міжнародній ізоляції. Від початку відносини з Радянським Союзом і Східним блоком були проблематичними, але через пригнічення корінного населення у минулому та апартеїду, згідно з яким існував поділ між чорною більшістю та правлячою білою меншістю, відносини зі Сполученими Штатами та Сполученим Королівством погіршилися після шістдесятих років 20 століття. З розпадом колоній Португальської імперії в Африці та заснуванням Анголи та Мозамбіку виникло побоювання, що в разі вторгнення комуністичних ангольських військ до Південної Африки в рамках громадянської війни в Анголі жодна країна не зможе стати на сторону ПАР через ізоляцію. Тому уряд країни прийшов до рішення, що якщо держава хоче мати гарантії виживання в таких умовах, вона має за обов'язок захищатися за допомогою власного ядерного арсеналу.
Плани використання ядерної енергії в країні почалися ще в 1948 році з використанням її великих родовищ урану. У 1965 році за підтримки Сполучених Штатів на заході від Преторії, столиці країни, було побудовано перший ядерний реактор країни SAFARI-1.
У 1970 році прем'єр-міністр ПАР віддав наказ розпочати збагачення урану з урану-238 до урану-235 (єдиного елемента, який викликає ядерний поділ), а отже, будівництво першого заводу зі збагачення. Коли прем’єр-міністр  пообіцяв, що збагачення урану буде лише в мирних цілях, міжнародна спільнота не визнала його слів. Наприкінці 1970-х років уряд змінив політику через події на півночі; Ангола, яка перебувала в розпалі громадянської війни, увійшла в стан військового втручання Куби, яку підтримував Радянський Союз у ході Холодної війни. Південна Африка, яка заборонила комуністичні партії, побачила в цьому пряму загрозу своєму існуванню, і тому прем’єр-міністр Пітер Віллем Бота закликав південноафриканське військове керівництво (яке було відповідальним за це питання) доставити збагачений уран для виробництва ядерної зброї.
У серпні 1977 року президент Сполучених Штатів Джиммі Картер і Леонід Брежнєв, лідер Радянського Союзу, тиснули на Південну Африку, щоб вона не проводила заплановане ядерне випробування, і воно було скасовано.
Починаючи з 1970 року, Південна Африка розробляла ядерну зброю в секретній співпраці з Ізраїлем згідно з Угодою про військову співпрацю. У серпні 1977 року британська газета The Guardian опублікувала, що Південна Африка знаходиться на порозі реалізації свого ядерного потенціалу. Міністр закордонних справ ПАР спростував цю новину.
У 1979 році американський супутник-шпигун зловив сигнал, що вийшов з Індійського океану, за кілька сотень кілометрів на південь від узбережжя Південної Африки. Співробітники міжнародної розвідки вважали, що джерелом сигналу-спалаху стало ядерне випробування, проведене Ізраїлем і Південною Африкою. Подія отримала назву Інцидент Вела. У жовтні 1979 року Південно-Африканська Республіка заявила, що не несе відповідальності за вибух і що, можливо, це була аварія на радянському атомному підводному човні.
У листопаді 1980 року британський міністр закордонних справ Девід Оуен заявив, що Ізраїль має ядерні бомби у своєму арсеналі і співпрацює з Південною Африкою.
Станом на 1989 рік в Південній Африці було 6 ядерних боєприпасів. У той же час ПАР продовжила створення балістичних ракет RSA-3, RSA-4 з ядерними боєголовками на основі конструкції ізраїльських ракет Jericho. У листопаді 1989 року газета «Маарів» опублікувала статтю про спільні ракетні випробування Ізраїлю та ПАР.
У 2010 році Guardian опублікувала статтю, згідно з низкою урядових документів Південної Африки, які підтверджують, що Ізраїль має ядерну зброю. У відповідь на це президент держави Ізраїль Шимон Перес відповів, що стаття є: «вибірковою інтерпретацією [...] і не базується на конкретних фактах».

У 1989 році Фредерік Віллем де Клерк був призначений президентом країни після відставки свого попередника. Пріоритетом де Клерка було покласти край міжнародній ізоляції Південної Африки шляхом реформ внутрішньої політики та скасування режиму апартеїду. Де Клерк вирішив закрити ядерну програму Південної Африки, як тільки він прийшов до влади, і підписати Договір про нерозповсюдження ядерної зброї, шість боєголовок були нейтралізовані та демонтовані, і Південна Африка втратила свій ядерний потенціал. Після комплексного авдиту, проведеного Міжнародним агентством з атомної енергії, воно підтвердило в 1994 році, що ядерну програму Південної Африки дійсно було ліквідовано.

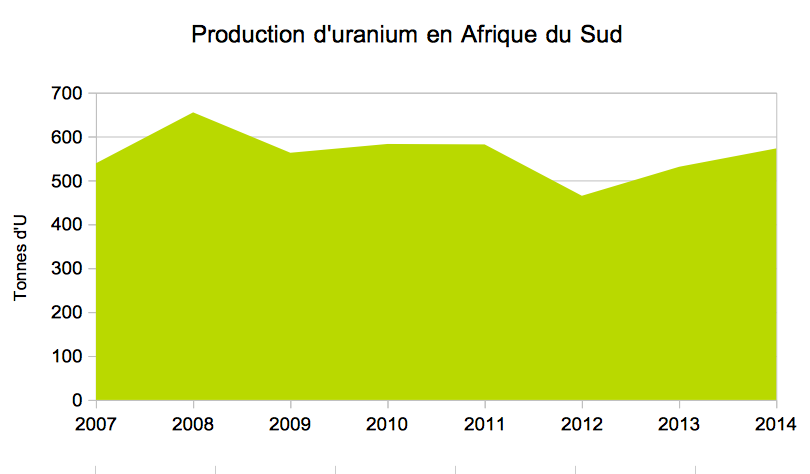
Видобуток урану з південноафриканських шахт в тоннах

## Виробництво та видобуток урану
Південна Африка виробляє близько 550 тонн уранового концентрату на рік, що становить близько 1% світового видобутку урану. Запаси урану оцінюються приблизно в 6% від світових ресурсів урану.

### Ядерна енергетика

#### Кьоберг
Атомна електростанція Кьоберг є єдиною атомною електростанцією в Південній Африці і містить два уранових реактора з водою під тиском, побудованих за проектом французької компанії Framatome. Станція розташована за 30 км на північ від Кейптауна. Станція належить і експлуатується національним постачальником електроенергії, компанією Eskom.

#### PBMR
З 1993 по 2010 рік південноафриканська компанія PBMR (Pty) Ltd. розробляла модульний реактор на гальковому шарі (PBMR). Проект передбачав будівництво демонстраційної установки поблизу електростанції Кьоберг і паливного заводу в Пеліндабі, на захід від Преторії. Державне фінансування було припинено у 2010 році через порушення термінів і відсутність замовників.

## Дослідження

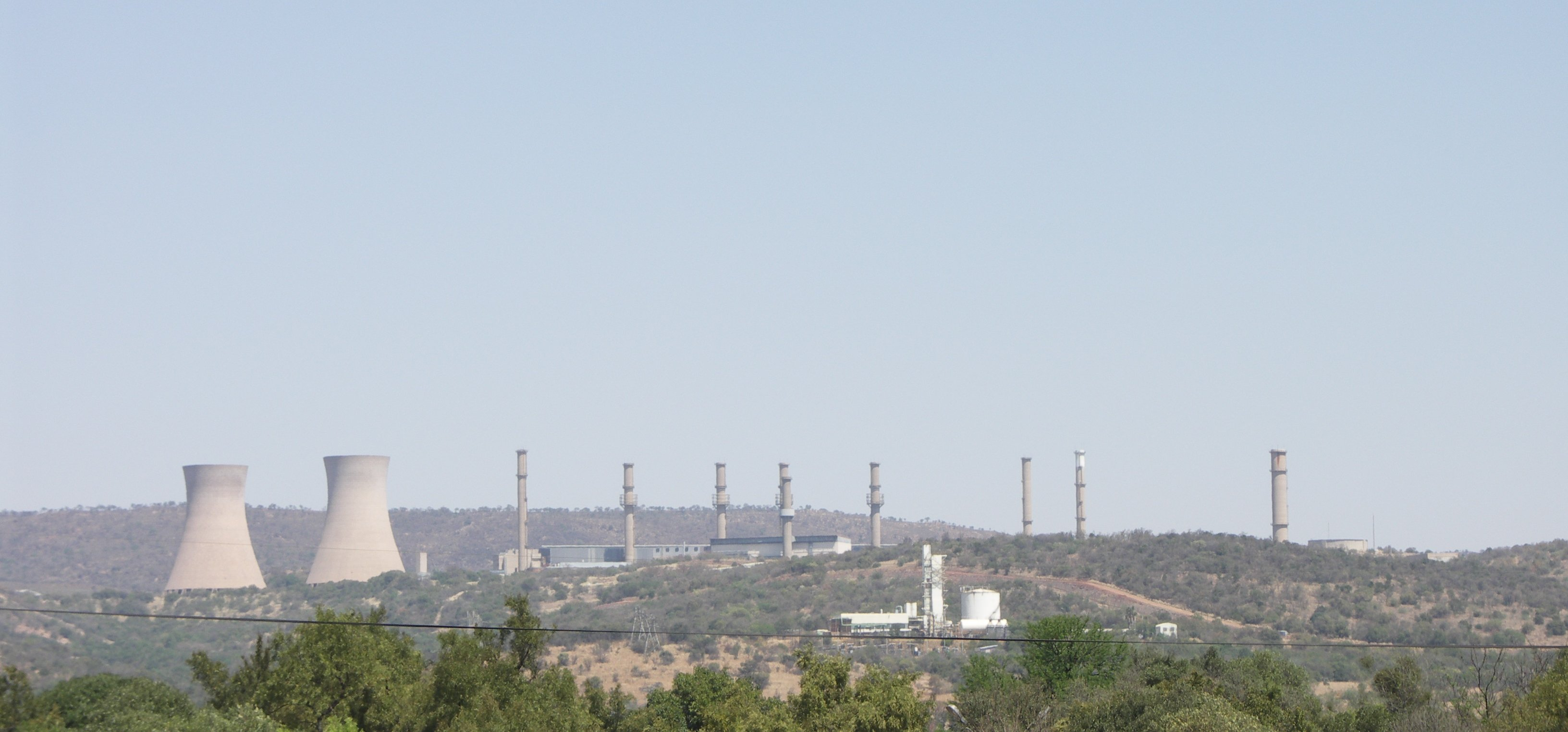
Дослідницький центр Пеліндаба

Південноафриканська програма ядерних досліджень і розробок розпочалася в 1959 році. У 1961 році майданчик Пеліндаба, на захід від Преторії, було обрано для будівництва першого в країні дослідницького ядерного реактора. Перший персонал переїхав туди в 1963 році, а реактор був введений в експлуатацію 18 березня 1965 року. У 2015 році SAFARI-1 (Південноафриканська фундаментальна атомна дослідницька установка 1) є єдиним ядерним реактором такого типу в країні.
Південноафриканська ядерна енергетична компанія (NECSA) була створена як публічна компанія відповідно до Закону про ядерну енергетику Південно-Африканської Республіки 1999 року і повністю належить державі. NESCA замінила Національну корпорацію з атомної енергії. Основними завданнями NESCA є проведення та просування досліджень і розробок у галузі ядерної енергетики та суміжних технологій; переробка та зберігання ядерних матеріалів; координація діяльності інших організацій у цій галузі.
Наразі проєкт перебуває на стадії демонтажу.

## Освіта
Наступні університети Південної Африки пропонують курси з ядерної інженерії:
- Університет Вітватерсранда, Йоганнесбург
- Північно-Західний університет, в аспірантурі ядерної науки та інженерії в Потчефструмі
- Кейптаунський університет, Кейптаун

## Групи лобіювання

### NIASA
Асоціація ядерної промисловості Південної Африки (NIASA) - це асоціація, покликана допомогти громадськості зрозуміти ядерні технології. До складу цієї лобістської групи входять такі компанії, як Eskom, PBMR, Areva та EDF.

### Earthlife Africa
Earthlife Africa - це організація, яка проводить кампанію проти ядерної енергетики в Південній Африці. Вона не вірить ні в її безпеку, ні в її економічну ефективність.

## В популярній культурі
- Ядерна програма Південної Африки відіграє центральну роль у подвійному епізоді "Кейптаун" (епізоди 5 і 6) третього сезону серіалу "Удар у відповідь".